# Røveriet på Norrmalmstorg
Røveriet på Norrmalmstorg (svensk: Norrmalmstorgsdramat) var en gidselsituation, som fandt sted den 23. til 28. august 1973 i den daværende Kreditbank på Norrmalmstorg i Stockholm.

## Gidseltagningen
En bevæbnet røver, Jan-Erik Olsson, skød en politimand og tog fire bankansatte som gidsler. Han forskansede sig så med gidslerne nede i bankhvælvet. Derfra forlangte han at få forbryderen Clark Olofsson løsladt fra fængsel og bragt til banken. I seks døgn sad gidslerne og de to forbrydere indespærret i hvælvet. Gulvet var dækket af ti cm vand, lyset gik, og politiet borede hul i taget med dundrende trykluftbor. For at forhindre politiet i at slippe tåregas ned, bandt Olsson gidslerne med løkker, så de ville kvæles, hvis de svimede af. Clark Olofsson fik dog overtalt ham til at slippe fangerne løs. Olsson påstod, han frygtede, at de alle ville få hjerneskader af tåregassen, og sagde, at han heller ville skyde gidslerne end at udsætte dem for det. Men han skød ikke, og dramaet endte godt. Derimod oplevede et forbløffet politikorps undervejs, hvordan gidslerne tog parti for ransmændene; og da sagen løste sig den sjette aften, hvor politiet forlangte, at gidslerne skulle komme ud først, nægtede gidslerne. Tværtimod ville de gå ud i samlet flok, tæt sammen, af frygt for at ransmændene ellers blev skudt af politiet. Den 23-årige kassererske Kristin Enmark - den mest profilerede af gidslerne - forsvarede bagefter sin holdning med, at det hele tiden var "os seks - vi havde det samme mål, vi ville jo ud!" Fra hvælvet havde hun ringet til statsminister Olof Palme og skældt ham ud, fordi han ikke bøjede af for ransmændene. Hun opsøgte dem begge, da de bagefter sad i fængsel. 
Clark Olofsson, der nu kalder sig Daniel Demuynck, blev omtalt som Sveriges første "popgangster" og blev ovenikøbet udnævnt til en af Sveriges mægtigste mænd i en gallupundersøgelse i USA.  I 2003 blev der lavet en fjernsynsfilm om røveriet.  I 2017 blev der indspillet endnu en film om sagen med Ethan Hawke og Noomi Rapace i hovedrollerne. 

## Syndromet
Røveriet gav navn til stockholmsyndromet, som beskriver det fænomen, at gidsler kan få sympati for deres gidseltager. I et interview i 2000 mente Kristin Enmark, at Palme gjorde ret i ikke at ville bøje af for kidnapperne. Hun havde uddannet sig til psykoterapeut og beskrev det som sårende at blive knyttet til stockholmssyndromet. "Jeg ville ikke være noget syndrom." I hvælvet var det en lukket verden, hvor det gjaldt om at overleve. I en periode mødtes Enmark meget med Clark Olofsson og hans kone og tre sønner. Olofsson var hendes håb under dramaet. Han lovede at sørge for, at der ikke skete hende noget. 